# Telekom Cup
A Telekom Cup (conhecida em 2009 como: Taça T-Home, e em 2010 a 2012 como: LIGA total! Cup) é um torneio amistoso futebolístico de preparação realizado na Alemanha, no qual quatro clubes da Bundesliga se enfrentam no sistema eliminatório. Ocorre desde 2009 pouco antes do início do campeonato nacional. Nas temporadas de 2016/17 e 2018/19, o torneio não foi realizado devido à dificuldades de agendamento. O clube com mais conquistas é o Bayern de Munique, detentor de quatro títulos e o único que participou de todas as edições até o momento.

## Regulamento
Até 2014, o torneio era disputado em dois dias consecutivos. No primeiro dia, as duas semifinais eram disputadas uma após a outra no mesmo estádio. No dia seguinte, os perdedores se enfrentaram em uma partida para decidir o terceiro lugar, seguido diretamente pela final. A duração da partida, por sua vez, era composto por dois tempos de trinta minutos cada. Em caso de igualdade no tempo regular, cobranças de pênaltis era o critério de desempate.
Em 2015, alterações foram feitas. Embora o sistema eliminatório se manteve, a duração do torneio foi reduzido para um dia e do jogo para 45 minutos para permitir quatro jogos em um dia.

## História

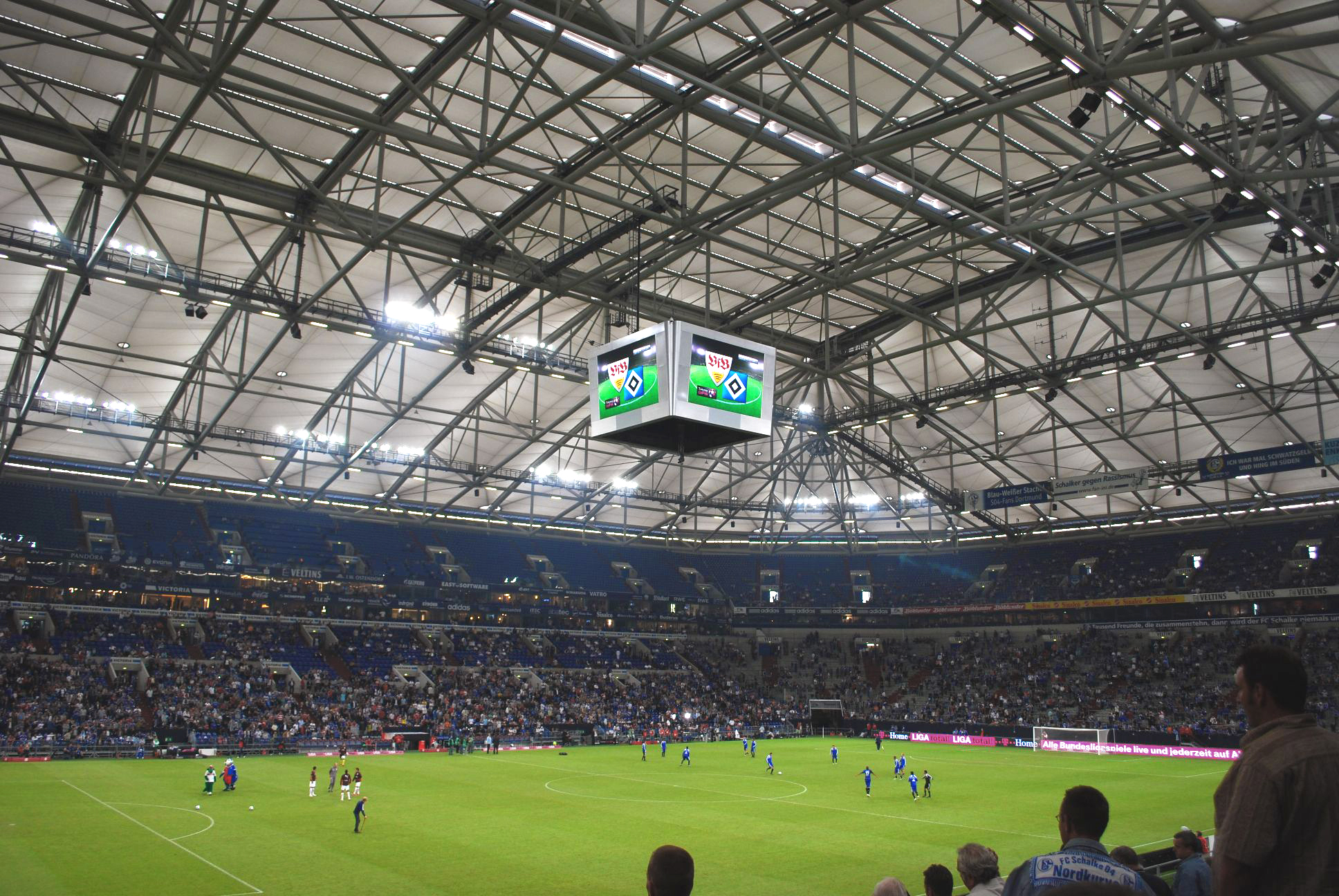
Final de 2009 na Veltins-Arena.

A primeira edição do torneio, denominada na época de T-Home Cup, foi realizada nos dias 18 e 19 de julho. Todos os jogos foram disputados na Veltins-Arena, em Gelsenkirchen e teve como participantes Bayern de Munique, Hamburgo, Schalke 04 e Stuttgart.
Ambas as semifinais terminaram com vitórias pelo placar mínimo. O Stuttgart derrotou o Schalke 04 com um gol de Sebastian Rudy, enquanto o Hamburgo venceu o Bayern de Munique com um gol de Piotr Trochowski. Na disputa pelo terceiro lugar, o Bayern de Munique derrotou o Schalke 04. A final, por sua vez, foi vencida pelo Hamburgo (3 a 0); os gols foram marcados por: Collin Benjamin, Jonathan Pitroipa e Mladen Petrić. Apesar do troféu, o vencedor não recebeu nenhum prêmio em dinheiro; em vez disso, os rendimentos proporcionais das vendas fluíram diretamente para duas fundações de caridade, a iniciativa "Ich-kann-was" da Deutsche Telekom e "Schalke hilft!" do clube anfitrião Schalke 04.
No ano seguinte, a segunda edição, denominada de LIGA total! Cup, foi realizada nos dias 31 de julho e 1 de agosto. O Schalke 04 conquistou o título ao vencer o Bayern de Munique na decisão com dois gols de Raúl. Na partida do terceiro lugar, o Hamburgo venceu o Köln.

## Edições
| Edição | Sede                           |                   | Final             | Final                    | Final                    |           | Semifinalistas           | Semifinalistas | Semifinalistas |
| Edição | Sede                           | Campeão           | Placar            | Vice campeão             | Terceiro lugar           | Placar    | Quarto lugar             |                |                |
| ------ | ------------------------------ | ----------------- | ----------------- | ------------------------ | ------------------------ | --------- | ------------------------ | -------------- | -------------- |
| 2009   | Veltins-Arena, Gelsenkirchen   | Hamburgo          | 3–0               | Stuttgart                | Bayern de Munique        | 2–1       | Schalke 04               |                |                |
| 2010   | Veltins-Arena, Gelsenkirchen   | Schalke 04        | 3–1               | Bayern de Munique        | Hamburgo                 | 3–0       | Köln                     |                |                |
| 2011   | Coface Arena, Mainz            | Borussia Dortmund | 2–0               | Hamburgo                 | Bayern de Munique        | 2–2 5–4 p | Mainz 05                 |                |                |
| 2012   | Imtech Arena, Hamburgo         | Werder Bremen     | 3–3 5–4 p         | Borussia Dortmund        | Bayern de Munique        | 1–0       | Hamburgo                 |                |                |
| 2013   | Borussia-Park, Mönchengladbach | Bayern de Munique | 5–1               | Borussia Mönchengladbach | Borussia Dortmund        | 1–0       | Hamburgo                 |                |                |
| 2014   | Imtech Arena, Hamburgo         | Bayern de Munique | 3–0               | Wolfsburg                | Hamburgo                 | 3–1       | Borussia Mönchengladbach |                |                |
| 2015   | Borussia-Park, Mönchengladbach | Hamburgo          | 2–1               | Augsburg                 | Borussia Mönchengladbach | 0–0 4–3 p | Bayern de Munique        |                |                |
| 2017 I | Esprit Arena, Düsseldorf       | Bayern de Munique | 2–1               | Mainz 05                 | Fortuna Düsseldorf       | 2–0       | Borussia Mönchengladbach |                |                |
| 2017 V | Borussia-Park, Mönchengladbach | Bayern de Munique | 2–0               | Werder Bremen            | Hoffenheim               | 0–0 6–5 p | Borussia Mönchengladbach |                |                |
| 2019   | Merkur Spiel-Arena, Düsseldorf | Bayern de Munique | 0–0               | Borussia Mönchengladbach | Fortuna Düsseldorf       | 3–1       | Hertha Berlim            |                |                |
| 2025   | Allianz Arena                  |                   | Bayern de Munique | 4–0                      | Tottenham                |           | N/A                      | –              | N/A            |

## Títulos por equipes
| Clubes                   | Títulos                                     | Vices           | Terceiro              | Quarto                    | Participações |
| ------------------------ | ------------------------------------------- | --------------- | --------------------- | ------------------------- | ------------- |
| Bayern de Munique        | 6 (2013, 2014, 2017 I, 2017 V, 2019 e 2025) | 1 (2010)        | 3 (2009, 2011 e 2012) | 1 (2015)                  | 11            |
| Hamburgo                 | 2 (2009 e 2015)                             | 1 (2011)        | 2 (2010 e 2014)       | 2 (2012 e 2013)           | 7             |
| Borussia Dortmund        | 1 (2011)                                    | 1 (2012)        | 1 (2013)              | 0                         | 3             |
| Werder Bremen            | 1 (2012)                                    | 1 (2017 V)      | 0                     | 0                         | 2             |
| Schalke 04               | 1 (2010)                                    | 0               | 0                     | 1 (2009)                  | 2             |
| Tottenham                | 0                                           | 1 (2025)        | 0                     | 0                         | 1             |
| Borussia Mönchengladbach | 0                                           | 2 (2013 e 2019) | 1 (2015)              | 3 (2014, 2017 I e 2017 V) | 6             |
| Mainz 05                 | 0                                           | 1 (2017 I)      | 0                     | 1 (2011)                  | 2             |
| Stuttgart                | 0                                           | 1 (2009)        | 0                     | 0                         | 1             |
| Wolfsburg                | 0                                           | 1 (2014)        | 0                     | 0                         | 1             |
| Augsburg                 | 0                                           | 1 (2015)        | 0                     | 0                         | 1             |
| Fortuna Düsseldorf       | 0                                           | 0               | 2 (2017 I e 2019)     | 0                         | 2             |
| Hoffenheim               | 0                                           | 0               | 1 (2017 V)            | 0                         | 1             |
| Köln                     | 0                                           | 0               | 0                     | 1 (2010)                  | 1             |
| Hertha Berlim            | 0                                           | 0               | 0                     | 1 (2019)                  | 1             |